# 圆齿金盏苣苔
圆齿金盏苣苔（学名：Isometrum crenatum），为苦苣苔科金盏苣苔属下的一个植物种。